# Campionati del mondo di atletica leggera indoor 2014 - Eptathlon
La gara dell'eptathlon si è tenuta in 2 giorni, il 7 e l'8 marzo 2014. Sono stati invitati a gareggiare 8 atleti.

## Risultati

### 60 m piani
| Rank | Lane | Name                    | Nationality | Result | Points | Notes |
| ---- | ---- | ----------------------- | ----------- | ------ | ------ | ----- |
| 1    | 8    | Ashton Eaton            | Stati Uniti | 6.66   | 1007   | PB    |
| 2    | 3    | Damian Warner           | Canada      | 6.75   | 973    | PB    |
| 3    | 1    | Oleksiy Kasyanov        | Ucraina     | 6.88   | 925    | SB    |
| 4    | 7    | Eelco Sintnicolaas      | Paesi Bassi | 7.01   | 879    | SB    |
| 5    | 5    | Kai Kazmirek            | Germania    | 7.02   | 875    | PB    |
| 6    | 2    | Andrei Krauchanka       | Bielorussia | 7.12   | 840    | SB    |
| 7    | 6    | Thomas van der Plaetsen | Belgio      | 7.13   | 837    | PB    |
| 8    | 4    | Pascal Behrenbruch      | Germania    | 7.23   | 802    | SB    |

### Salto in lungo
| Rank | Name                    | Nationality | #1   | #2   | #3   | Result | Points | Notes | Summary |
| ---- | ----------------------- | ----------- | ---- | ---- | ---- | ------ | ------ | ----- | ------- |
| 1    | Ashton Eaton            | Stati Uniti | 5.90 | 7.78 | 7.77 | 7.78   | 1005   | SB    | 2012    |
| 2    | Thomas van der Plaetsen | Belgio      | 6.08 | 7.44 | 7.67 | 7.67   | 977    |       | 1814    |
| 3    | Oleksiy Kasyanov        | Ucraina     | 7.38 | 7.54 | 7.53 | 7.54   | 945    |       | 1870    |
| 4    | Andrei Krauchanka       | Bielorussia | 7.31 | 7.37 | 7.46 | 7.46   | 925    |       | 1765    |
| 5    | Kai Kazmirek            | Germania    | 7.44 | 7.31 | 7.38 | 7.44   | 920    |       | 1795    |
| 6    | Damian Warner           | Canada      | 6.67 | 7.27 | 7.31 | 7.31   | 888    | SB    | 1861    |
| 7    | Eelco Sintnicolaas      | Paesi Bassi | 7.11 | 7.14 | 6.88 | 7.14   | 847    |       | 1726    |
| 8    | Pascal Behrenbruch      | Germania    | 6.45 | 6.83 | 7.06 | 7.06   | 828    | SB    | 1630    |

### Getto del peso
| Rank | Name                    | Nationality | #1    | #2    | #3    | Result | Points | Notes | Summary |
| ---- | ----------------------- | ----------- | ----- | ----- | ----- | ------ | ------ | ----- | ------- |
| 1    | Pascal Behrenbruch      | Germania    | 15.28 | 15.24 | 15.50 | 15.50  | 820    | SB    | 2450    |
| 2    | Andrei Krauchanka       | Bielorussia | 14.51 | 14.66 | 15.42 | 15.42  | 816    | PB    | 2581    |
| 3    | Oleksiy Kasyanov        | Ucraina     | 15.41 | 14.71 | x     | 15.41  | 815    | SB    | 2685    |
| 4    | Ashton Eaton            | Stati Uniti | 14.61 | 14.82 | 14.88 | 14.88  | 782    |       | 2794    |
| 5    | Eelco Sintnicolaas      | Paesi Bassi | 13.88 | 14.08 | 14.39 | 14.39  | 752    |       | 2478    |
| 6    | Thomas van der Plaetsen | Belgio      | 13.95 | 13.12 | 14.32 | 14.32  | 748    | PB    | 2562    |
| 7    | Kai Kazmirek            | Germania    | 12.74 | 14.00 | 14.06 | 14.06  | 732    | PB    | 2527    |
| 8    | Damian Warner           | Canada      | 13.86 | 13.72 | x     | 13.86  | 720    | SB    | 2581    |

### Salto in alto
| Rank | Name                    | Nationality | 1.85 | 1.88 | 1.91 | 1.94 | 1.97 | 2.00 | 2.03 | 2.06 | 2.09 | 2.12 | 2.15 | 2.18 | 2.21 | 2.24 | Ris  | Punti | Note | Parziale |
| ---- | ----------------------- | ----------- | ---- | ---- | ---- | ---- | ---- | ---- | ---- | ---- | ---- | ---- | ---- | ---- | ---- | ---- | ---- | ----- | ---- | -------- |
| 1    | Andrei Krauchanka       | Bielorussia | –    | –    | –    | –    | o    | –    | o    | o    | o    | o    | o    | xo   | o    | xxx  | 2.21 | 1002  | CHB  | 3583     |
| 2    | Thomas van der Plaetsen | Belgio      | –    | –    | –    | –    | o    | –    | o    | xxo  | xo   | o    | xxx  |      |      |      | 2.12 | 915   | SB   | 3477     |
| 3    | Ashton Eaton            | Stati Uniti | –    | –    | o    | o    | o    | o    | xxo  | o    | xxx  |      |      |      |      |      | 2.06 | 859   | SB   | 3653     |
| 4    | Oleksiy Kasyanov        | Ucraina     | –    | –    | o    | –    | o    | o    | xo   | xxx  |      |      |      |      |      |      | 2.03 | 831   |      | 3516     |
| 5    | Kai Kazmirek            | Germania    | –    | –    | o    | –    | o    | o    | xxo  | xxx  |      |      |      |      |      |      | 2.03 | 831   |      | 3358     |
| 6    | Eelco Sintnicolaas      | Paesi Bassi | o    | –    | o    | –    | xo   | xo   | xxo  | xxx  |      |      |      |      |      |      | 2.03 | 831   | SB   | 3309     |
| 7    | Damian Warner           | Canada      | o    | –    | o    | o    | o    | o    | xxx  |      |      |      |      |      |      |      | 2.00 | 803   | SB   | 3384     |
| 8    | Pascal Behrenbruch      | Germania    | o    | o    | xxo  | o    | xxx  |      |      |      |      |      |      |      |      |      | 1.94 | 749   | SB   | 3199     |

### 60 m ostacoli
| Rank | Lane | Name                    | Nationality | Result | Points | Notes | Summary |
| ---- | ---- | ----------------------- | ----------- | ------ | ------ | ----- | ------- |
| 1    | 3    | Ashton Eaton            | Stati Uniti | 7.64   | 1074   | CHB   | 4727    |
| 2    | 6    | Damian Warner           | Canada      | 7.70   | 1059   |       | 4443    |
| 3    | 1    | Oleksiy Kasyanov        | Ucraina     | 7.85   | 1020   | PB    | 4536    |
| 4    | 5    | Eelco Sintnicolaas      | Paesi Bassi | 8.05   | 969    | SB    | 4278    |
| 5    | 8    | Kai Kazmirek            | Germania    | 8.07   | 964    |       | 4322    |
| 6    | 7    | Andrei Krauchanka       | Bielorussia | 8.10   | 957    | SB    | 4540    |
| 7    | 2    | Thomas van der Plaetsen | Belgio      | 8.16   | 942    |       | 4419    |
| 8    | 4    | Pascal Behrenbruch      | Germania    | 8.19   | 935    |       | 4134    |

### Salto con l'asta
| Rank | Name                    | Nationality | 4.30 | 4.40 | 4.50 | 4.60 | 4.70 | 4.80 | 4.90 | 5.00 | 5.10 | 5.20 | 5.30 | 5.40 | 5.50 | 5.60 | Result | Points | Notes | Summary |
| ---- | ----------------------- | ----------- | ---- | ---- | ---- | ---- | ---- | ---- | ---- | ---- | ---- | ---- | ---- | ---- | ---- | ---- | ------ | ------ | ----- | ------- |
| 1    | Eelco Sintnicolaas      | Paesi Bassi | –    | –    | –    | –    | –    | –    | –    | –    | –    | o    | –    | xxo  | x–   | xx   | 5.40   | 1035   | SB    | 5313    |
| 2    | Thomas van der Plaetsen | Belgio      | –    | –    | –    | –    | –    | –    | –    | xo   | –    | xo   | xxx  |      |      |      | 5.20   | 972    |       | 5391    |
| 3    | Ashton Eaton            | Stati Uniti | –    | –    | –    | –    | –    | –    | o    | o    | –    | xxo  | xxx  |      |      |      | 5.20   | 972    |       | 5699    |
| 3    | Kai Kazmirek            | Germania    | –    | –    | –    | o    | –    | o    | –    | o    | o    | xxo  | xxx  |      |      |      | 5.20   | 972    | PB    | 5294    |
| 5    | Andrei Krauchanka       | Bielorussia | –    | –    | –    | –    | xo   | –    | o    | o    | xxx  |      |      |      |      |      | 5.00   | 910    |       | 5450    |
| 6    | Pascal Behrenbruch      | Germania    | xxo  | –    | o    | o    | xxo  | xxo  | xxx  |      |      |      |      |      |      |      | 4.80   | 849    | SB    | 4983    |
| 7    | Damian Warner           | Canada      | –    | –    | xo   | o    | xxx  |      |      |      |      |      |      |      |      |      | 4.60   | 790    | SB    | 5233    |
| 8    | Oleksiy Kasyanov        | Ucraina     | –    | –    | o    | xxx  |      |      |      |      |      |      |      |      |      |      | 4.50   | 760    | SB    | 5296    |

### 1000 m
| Rank | Name                    | Nazione     | Result  | Points | Notes | Summary |
| ---- | ----------------------- | ----------- | ------- | ------ | ----- | ------- |
| 1    | Ashton Eaton            | Stati Uniti | 2:34.72 | 933    | SB    | 6632    |
| 2    | Damian Warner           | Canada      | 2:37.98 | 896    | PB    | 6129    |
| 3    | Eelco Sintnicolaas      | Paesi Bassi | 2:38.98 | 885    | SB    | 6198    |
| 4    | Oleksiy Kasyanov        | Ucraina     | 2:39.44 | 880    | NR    | 6176    |
| 5    | Kai Kazmirek            | Germania    | 2:39.51 | 879    | PB    | 6173    |
| 6    | Thomas van der Plaetsen | Belgio      | 2:40.50 | 868    | PB    | 6259    |
| 7    | Andrei Krauchanka       | Bielorussia | 2:41.88 | 853    | SB    | 6303    |
|      | Pascal Behrenbruch      | Germania    | DNF     | 0      |       | 4983    |

### Classifica finale
Il punteggio più alto registrato in ciascuna disciplina è evidenziato in giallo. 
| Pos | Nome                    | Nazione     | 60m  | LJ   | SP    | HJ   | 60m H | PV   | 1000m   | Punti | Note |
| --- | ----------------------- | ----------- | ---- | ---- | ----- | ---- | ----- | ---- | ------- | ----- | ---- |
| 1   | Ashton Eaton            | Stati Uniti | 6.66 | 7.78 | 14.88 | 2.06 | 7.64  | 5.20 | 2:34.72 | 6632  | WL   |
| 2   | Andrei Krauchanka       | Bielorussia | 7.12 | 7.46 | 15.42 | 2.21 | 8.10  | 5.00 | 2:41.88 | 6303  | NR   |
| 3   | Thomas van der Plaetsen | Belgio      | 7.13 | 7.67 | 14.32 | 2.12 | 8.16  | 5.20 | 2:40.50 | 6259  | NR   |
| 4   | Eelco Sintnicolaas      | Paesi Bassi | 7.01 | 7.14 | 14.39 | 2.03 | 8.05  | 5.40 | 2:38.98 | 6198  |      |
| 5   | Oleksiy Kasyanov        | Ucraina     | 6.88 | 7.54 | 15.41 | 2.03 | 7.85  | 4.50 | 2:39.44 | 6176  | SB   |
| 6   | Kai Kazmirek            | Germania    | 7.02 | 7.44 | 14.06 | 2.03 | 8.07  | 5.20 | 2:39.51 | 6173  | PB   |
| 7   | Damian Warner           | Canada      | 6.75 | 7.31 | 13.86 | 2.00 | 7.70  | 4.60 | 2:37.98 | 6129  | PB   |
| 8   | Pascal Behrenbruch      | Germania    | 7.23 | 7.06 | 15.50 | 1.94 | 8.19  | 4.80 | DNF     | 4983  | SB   |